# Marattia obtusidens
Marattia obtusidens là một loài dương xỉ trong họ Marattiaceae. Loài này được Sturm mô tả khoa học đầu tiên năm 1859.
Danh pháp khoa học của loài này chưa được làm sáng tỏ. 